# For Sentimental Reasons
For Sentimental Reasons (укр. З сентиментальних причин) — студійний альбом американської джазової співачки Елли Фіцджеральд, вийшов на лейблі Decca Records у 1955 році. До альбому увійшли різні пісні, записані у 1944—1955 роках спільно з The Delta Rhythm Boys, Саєм Олівером, Бобом Хаггартом, Сонні Берк та іншими музикантами.

## Список композицій
| Сторона 1 | Сторона 1                              | Сторона 1          | Сторона 1          | Сторона 1  |
| #         | Назва                                  | Автор слів         | Автор музики       | Тривалість |
| --------- | -------------------------------------- | ------------------ | ------------------ | ---------- |
| 1.        | «(I Love You) For Sentimental Reasons» | Дік Вотсон         | Вільям Бест        | 3:13       |
| 2.        | «Guilty»                               | Гас Кан            | Річард Вайтінг     | 3:14       |
| 3.        | «It’s Too Soon to Know»                | Дебора Чеслер      | Дебора Чеслер      | 2:36       |
| 4.        | «Baby Doll»                            | Гаррі Воррен       | Джонні Мерсер      | 3:18       |
| 5.        | «Mixed Emotions»                       | Стюарт Ф. Лоухгайм | Стюарт Ф. Лоухгайм | 3:18       |
| 6.        | «That Old Feeling»                     | Лев Браун          | Семмі Фейн         | 2:28       |
| 18:07     |                                        |                    |                    |            |

| Сторона 2 | Сторона 2                             | Сторона 2                 | Сторона 2                           | Сторона 2  |
| #         | Назва                                 | Автор слів                | Автор музики                        | Тривалість |
| --------- | ------------------------------------- | ------------------------- | ----------------------------------- | ---------- |
| 7.        | «Confessin’»                          | Ел Нейбург                | Док Дауерті                         | 3:24       |
| 8.        | «A Sunday Kind of Love»               | Барбара Белль             | Луї Пріма, Аніта Леонард, Стен Родс | 3:23       |
| 9.        | «There Never Was a Baby Like My Baby» | Адольф Грін, Бетті Комден | Жюль Стайн                          | 2:49       |
| 10.       | «Walking by the River»                | Уна Мей Карлайл           | Роберт Саур                         | 2:28       |
| 11.       | «Because of Rain»                     | Вільям Харрінгтон         | Нет Кінг Коул                       | 3:12       |
| 12.       | «Don’t You Think I Ought to Know»     | Мелвін Веттергрін         | Вільям Джонсон                      | 3:08       |
| 18:24     |                                       |                           |                                     |            |